# Valle del Biois
La Valle del Biòis  (ladino: Val Biois) è una valle dolomitica in provincia di Belluno (Veneto) situata in posizione centrale fra la Marmolada (3.343 m), il Monte Civetta (3.220 m) e le Pale di San Martino (3.192 m), coronata dal Gruppo del Focobon (3054 m) e dalla Catena dell'Auta (2.650 m).
Si estende, per 20 km, dal Passo di San Pellegrino fino alla confluenza nella val Cordevole.
La valle è collegata ad occidente da due passi, il Valles (2.030 m) ed il San Pellegrino (1.918 m), che rispettivamente portano a Predazzo (Val di Fiemme) e a Moena (Val di Fassa).
Deve il suo nome al torrente Biois che nasce dal Passo di San Pellegrino per confluire nel torrente Cordevole nei pressi di Cencenighe Agordino.

## Storia
Nella seconda metà del 1800, cominciò ad aprirsi al turismo con la nascita dell'albergo "Al Gallo" (Canale d'Agordo), primo della valle del Biois, dove trovarono ospitalità i primi alpinisti che esploravano le Pale di San Martino; vi soggiornarono fra l'altro Francis Fox Tuckett, John Ball, il geografo Giovanni Marinelli e Alfred Von Radio-Radiis.

### Strage della valle del Biois

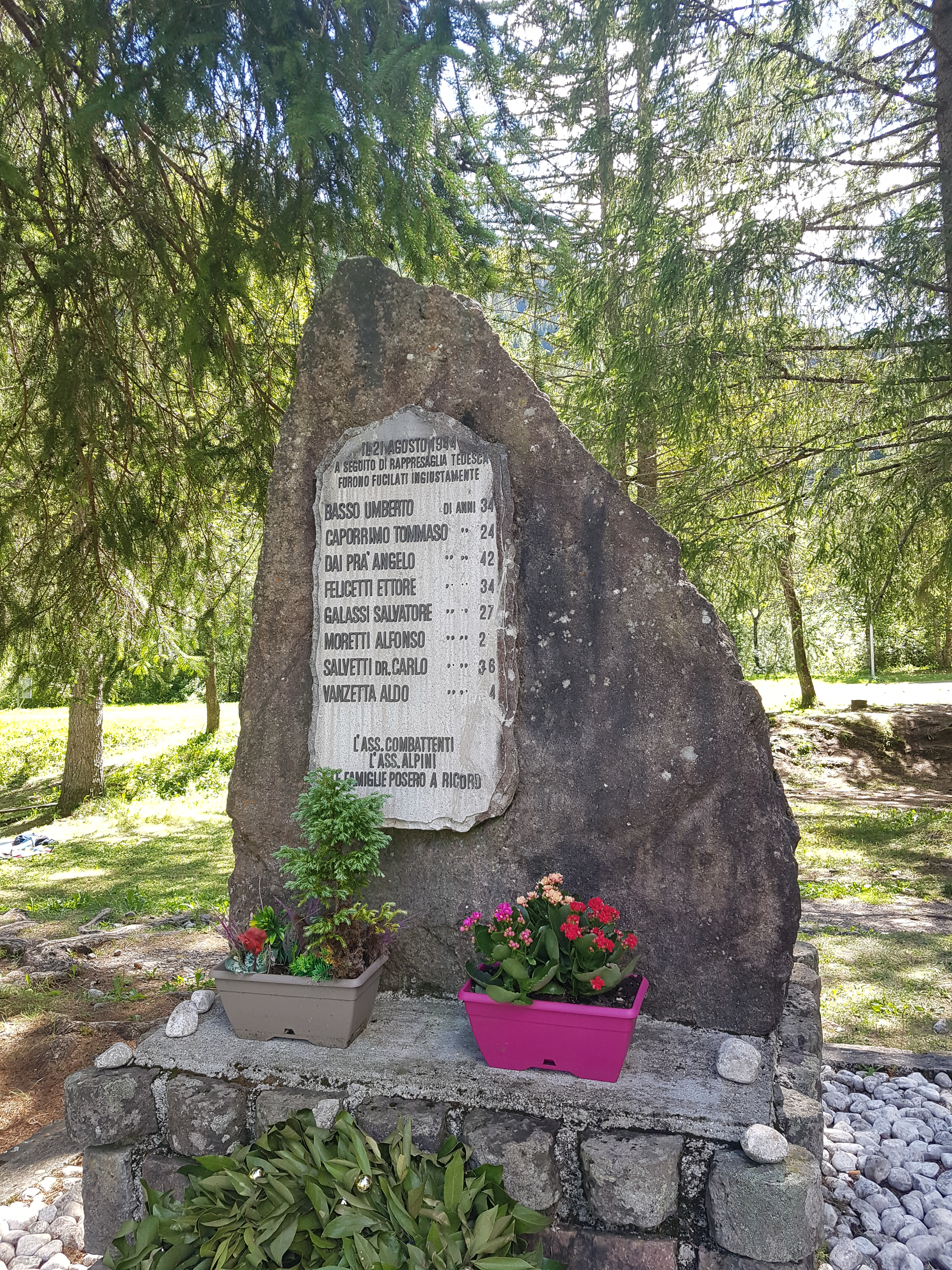
Lapide commemorativa della fucilazione del 21 agosto 1944 sul torrente Biois posta a Falcade.

Tra il 20 e 21 agosto 1944, nell'ambito di un intervento di repressione antipartigiana, la valle fu teatro di una rappresaglia nazista ad opera di uomini della Divisione corazzata paracadutisti "Hermann Göring", della SS-Gebirgs-Kampfschule (Scuola d'alta montagna delle Waffen-SS) di Predazzo e del II battaglione del Polizeiregiment "Bozen", composto da sudtirolesi di lingua tedesca. Agli ordini del maggiore delle SS Alois Schintlholzer, i tedeschi trucidarono 44 persone e rasero al suolo intere frazioni, lasciando senza tetto 645 persone. 
Schintlholzer, cittadino austriaco, fu arrestato dalle truppe alleate, ma riuscì a fuggire. Poiché ricercato in Austria, si nascose a Solda, in Alto Adige, come molti altri gerarchi nazisti. I Carabinieri lo arrestarono nel 1947, ma gli incartamenti relativi al suo caso caddero nell'oblio, finendo nell'armadio della vergogna e la magistratura italiana lo liberò senza processo. Tornò in Austria nel 1961, dove fu nuovamente arrestato, ma un anno dopo anche le autorità austriache archiviarono il caso e tornò in libertà. Nel 1970 il processo fu ripreso in Italia (su sollecito dei superstiti) e solo nel 1988 fu finalmente condannato all'ergastolo, ma l'Austria si rifiutò di estradarlo, siccome ormai vecchio e morente. Morì infatti un anno dopo. I sudtirolesi ai suoi comandi non sono invece mai stati colpiti da provvedimenti penali.

## Geografia

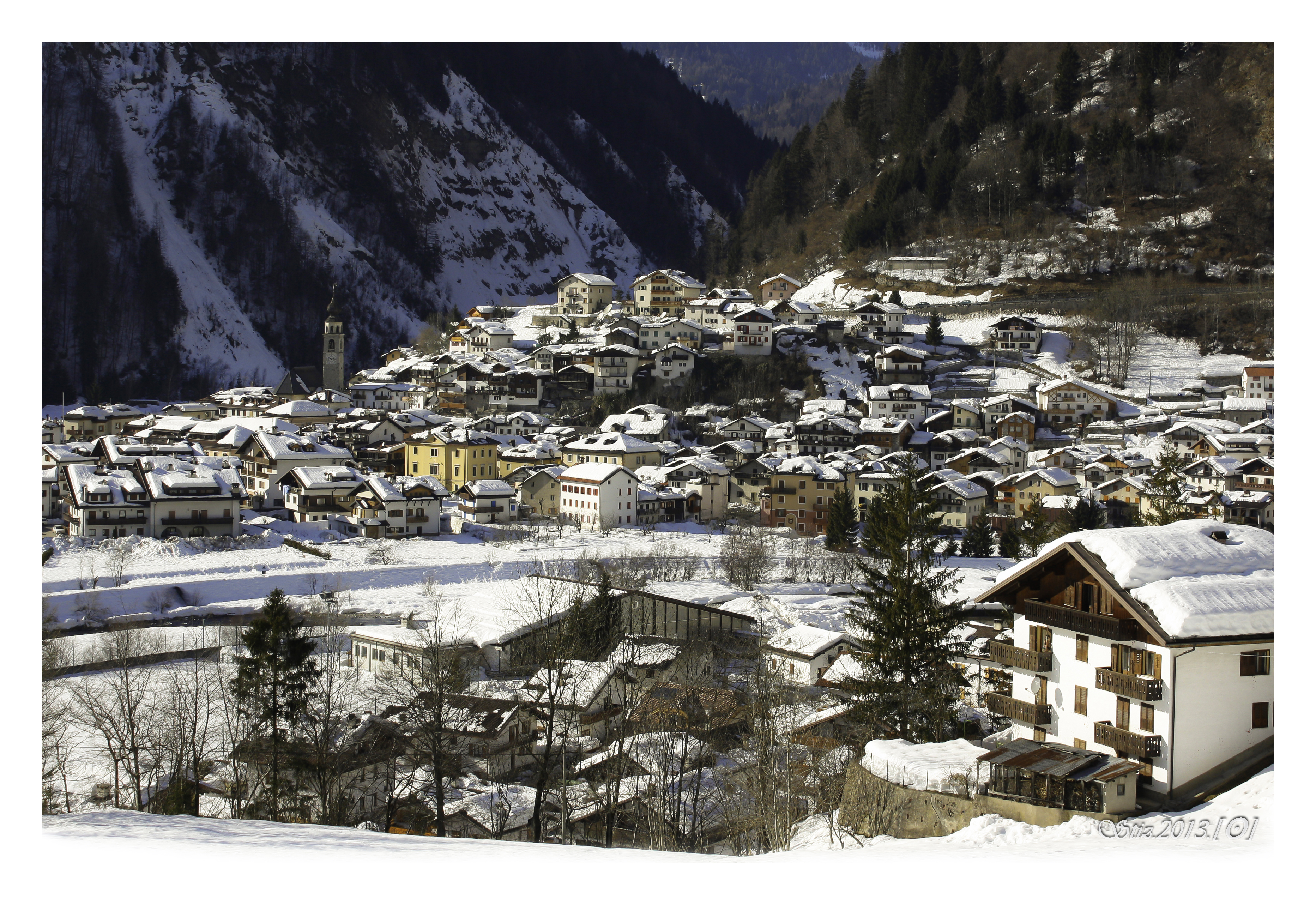
Cencenighe Agordino

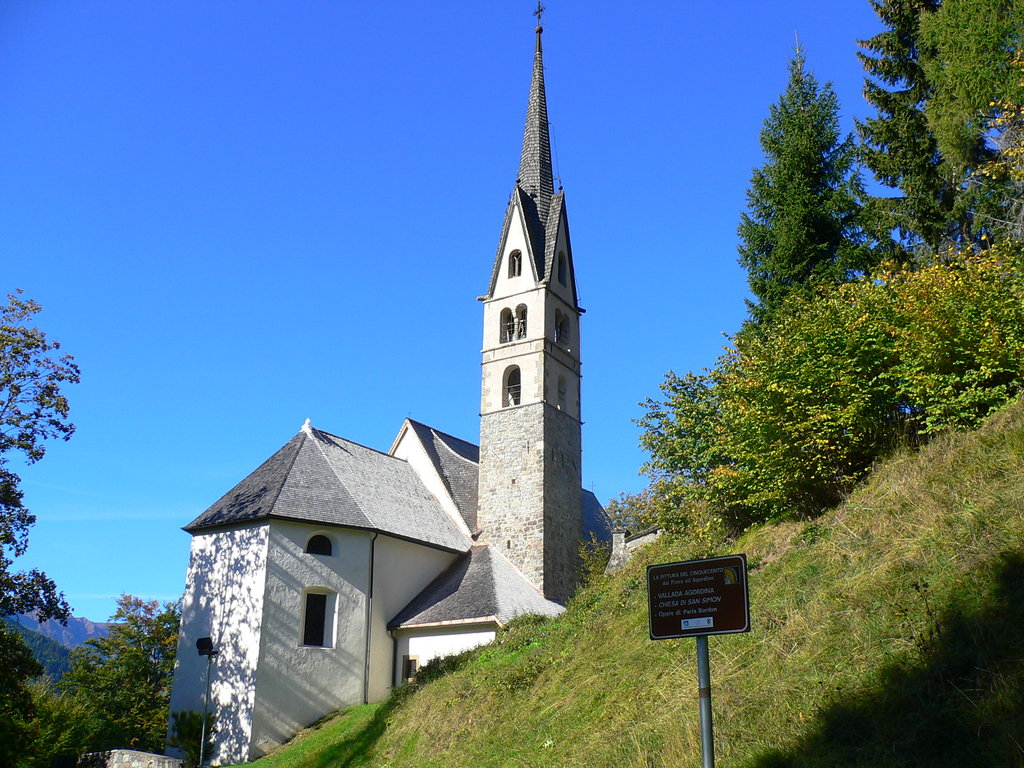
Chiesa di San Simon

Lungo il percorso della valle sono situati, da monte a valle, i comuni di Falcade (1.137 m), Canale d'Agordo (976 m), Vallada Agordina (1.035 m) e Cencenighe Agordino (773 m).
Falcade (in ladino: "Falciàde") è un rinomato centro turistico sia estivo che invernale, con i suoi moderni impianti di risalita che portano a raggiungere alcune tra le più belle e panoramiche piste da sci delle Dolomiti, e le piste di fondo dotate di illuminazione ed innevamento artificiale.
Dopo Falcade si trova Canale d'Agordo (ladino: Canal), paese natale di Albino Luciani, il futuro Papa Giovanni Paolo I, ed il centro più importante della valle con l'antica Chiesa Pievanale di Canale d'Agordo, che domina sull'intera valle. Un altro edificio importante è la birreria, che fu fondata circa nel 1897 da Giovanni Battista Zannini; intorno agli anni venti i fratelli Luciani, Sante, Luigi e Giovanni l'acquistarono e vi fondarono la sede della Birra Pedavena.
Da Canale si sviluppa lateralmente alla Valle Del Biois la Val di Gares, spettacolare valle glaciale che termina in un suggestivo circo glaciale dove è adagiata la frazione di Gares (1.380 m). Da questa località partono alcune belle escursioni dolomitiche che portano sulle vette delle Pale di San Martino.
Il penultimo comune che si incontra è quello di Vallada Agordina (ladino: La Valàda) che si sviluppa in una moltitudine di graziose e caratteristiche frazioni.
Da segnalare la Chiesa di San Simon (Monumentale) con il ciclo pittorico di Paris Bordone, un vero e proprio gioiello intriso di storia e di fede, che per secoli è stata il punto di riferimento culturale di questa straordinaria valle.
Il Biois prosegue il suo corso fino a Cencenighe Agordino (ladino: "Zenzenighe", da leggere con la "z" interdentale) dove va a confluire nel torrente Cordevole in località Le Grave.

## Cultura e folclore

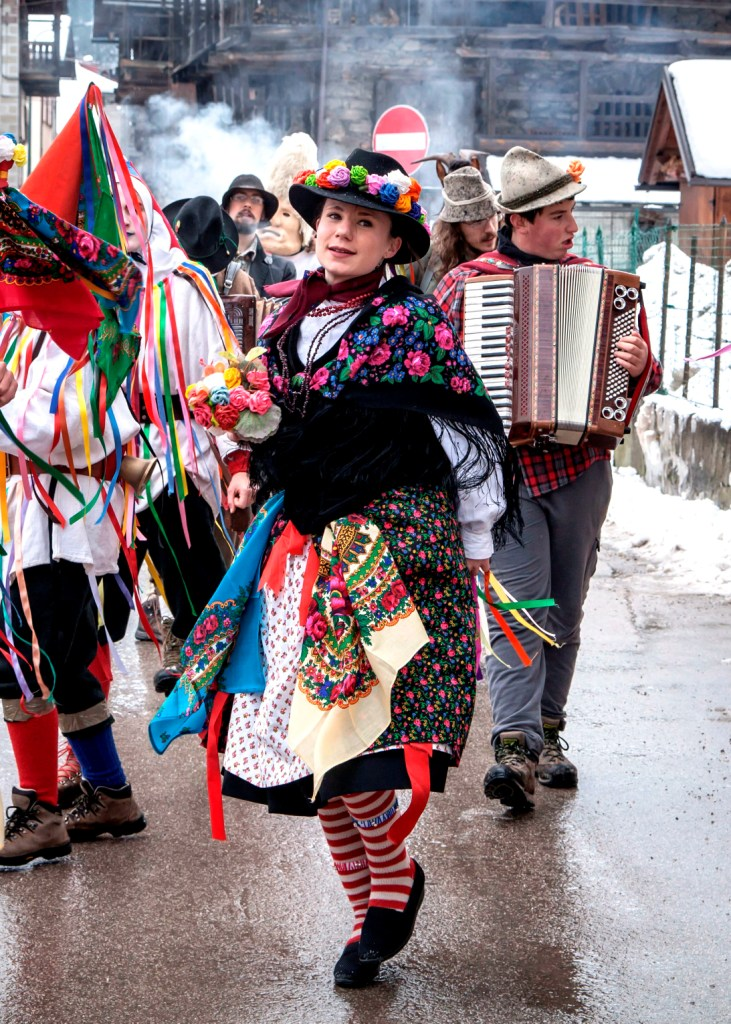
La Zinghenesta

La valle è radicata nelle sue tradizioni e usanze ladine e per valorizzare questa cultura é presente L'Union Ladina Val Biois che organizza attività culturali, ricerche storiche e organizza anche Se Desmonteghea (è una manifestazione di grande interesse folcloristico e culturale che si svolge annualmente a Falcade l’ultimo fine settimana di settembre).
Di grande interesse è La Zinghenesta - Gran Carneval de la Val del Biois a Canale d'Agordo, che si svolge ogni anno l'ultima domenica di carnevale e festeggia l'unica figura femminile dei carnevali di montagna e d'Italia.

### Volontariato
Nel territorio della Val del Biois è presente il distaccamento Vigili del Fuoco Volontari a Canale d'Agordo, il Soccorso Alpino Val Biois a Falcade, la Croce Verde Val Biois e la Protezione Civile con le sezioni di Caviola e Vallada Agordina.
La Croce Verde è un'associazione di volontariato, attiva 24 ore su 24 con persone formate dal 118. Tale associazione supporta il Servizio di Urgenza ed Emergenza Medica (SUEM) della provincia di Belluno ed effettua le sue prestazioni anche nei comuni della valle e per emergenza anche in Agordino.

## Turismo

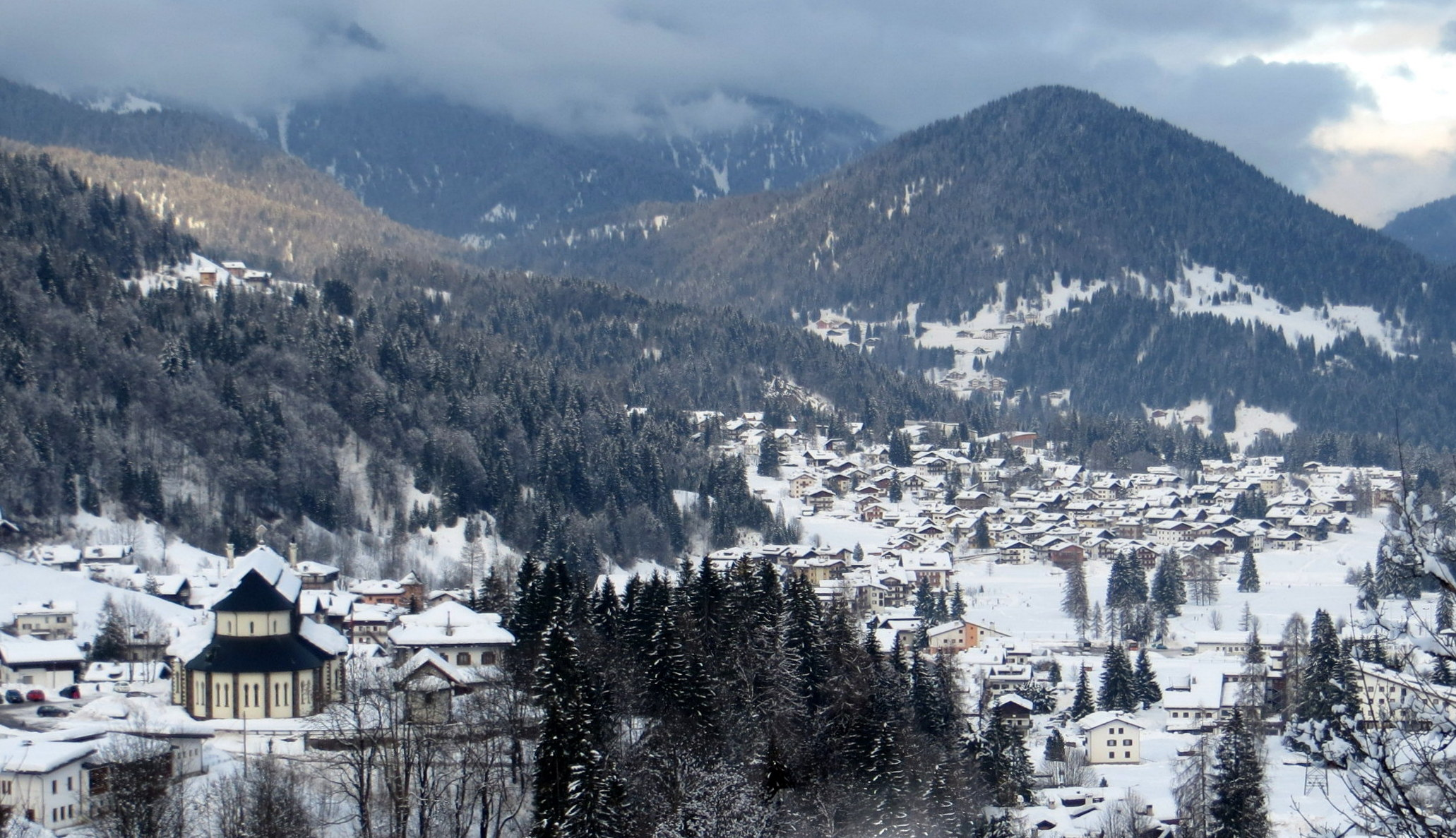
Falcade

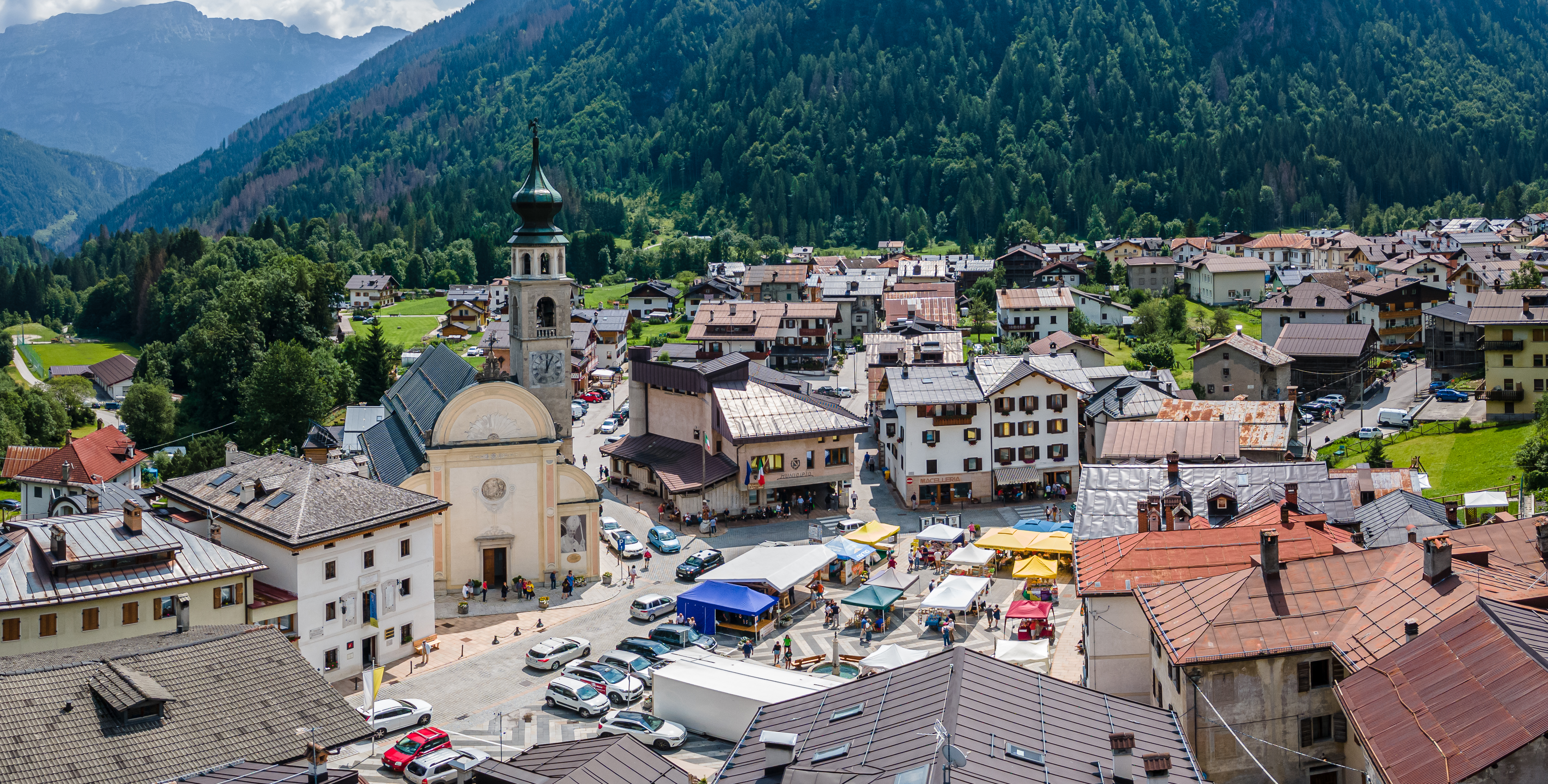
Canale d'Agordo

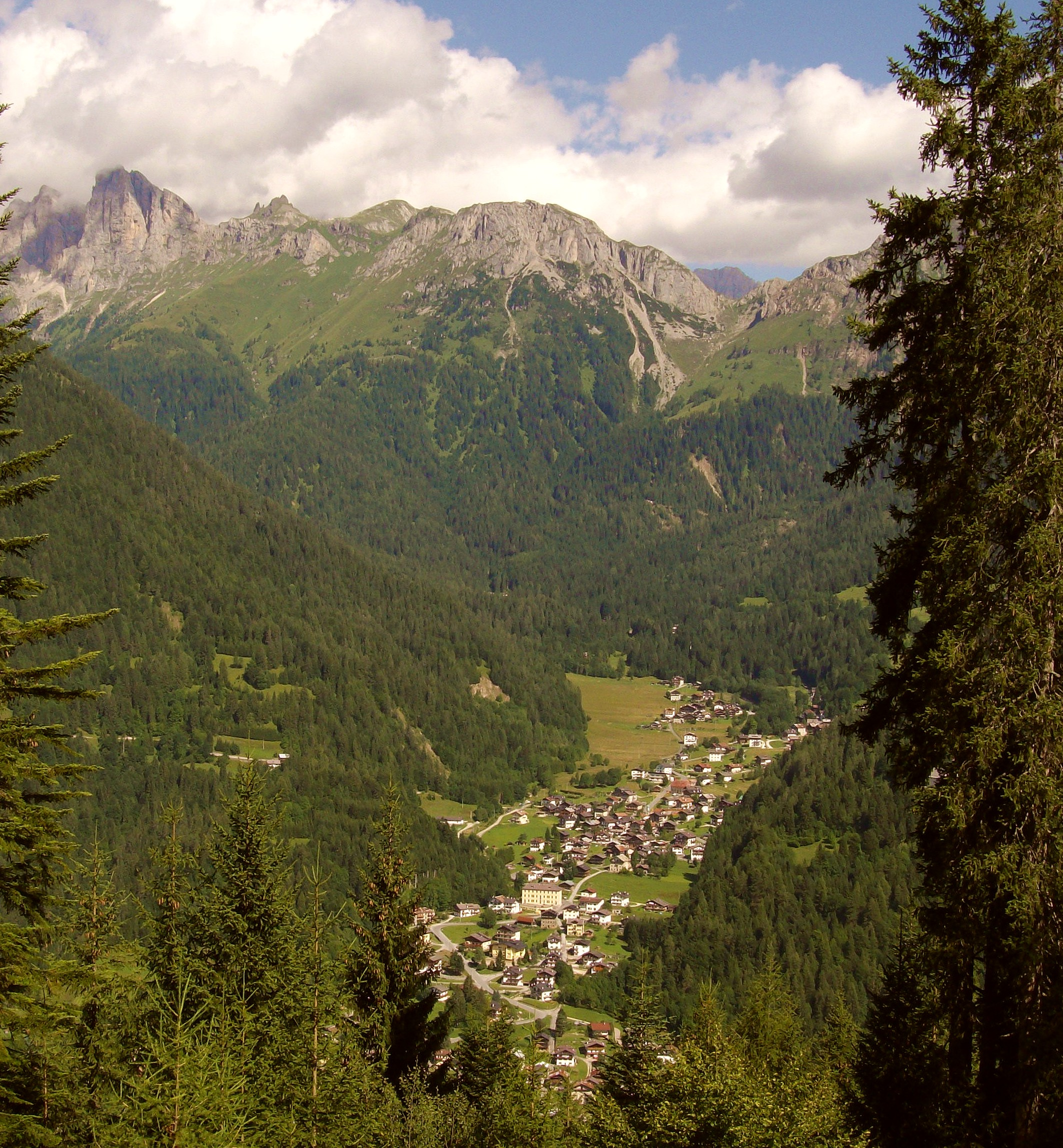
Vallada Agordina

### Da visitare

#### Sport Invernali
- Falcade, circuito Trevalli e pista di sci nordico sulla piana.
- Canale d'Agordo, pista di sci nordico in Val di Gares.

#### Paesi
- Canale d'Agordo: con i suoi suggestivi paesaggi tipici dell'ambiente alpino, il centro storico ricco di oltre trenta antichi fienili e il Museo Albino Luciani.
- Falcade: lo studio di Augusto Murer ubicato a Molino
- Vallada Agordina: le sue piccole frazioni.
- Cencenighe Agordino: la chiesa parrocchiale e il museo all'aperto degli scalpellini

#### Architetture Religiose
- Chiesa Monumentale di San Simon a Vallada Agordina
- Chiesa di San Giovanni Battista (Canale d'Agordo)
- Chiesa di San Sebastiano (Falcade)
- Chiesa di Sant'Antonio Abate (Cencenighe Agordino)

#### Natura
- Tutta la Valle di Garés e il suo Biotopo, sentieri e passeggiata nei dintorni del laghetto nell'omonima frazione
- Lunghe passeggiate per l'intera valle

### Gastronomia
Nei primi piatti della tradizione locale ladina troviamo gli gnocchi, i Canederli e per la carne il "Pastim" (nel territorio della bassa bellunese e nel feltrino viene chiamato "Pastin") che è inserito nella lista dei prodotti agroalimentari tradizionali italiani. Può essere consumato crudo, cotto alla griglia o all'interno di un panino detto panet col Pastim.

#### Dolci
I dolci della tradizione ladina di vario genere come lo Strudel o le Fortaie (introdotte con le varie migrazioni lavorative nella valli di lingua Tedesca) ma quelli principali sono i Carfogn (piccoli crostoli ripieni di un composto di semi di papavero per uso alimentare) e le "Lasagne da Fornel".